# Leptopholcus sakalavensis
Leptopholcus sakalavensis är en spindelart som beskrevs av Jacques Millot 1946. Leptopholcus sakalavensis ingår i släktet Leptopholcus och familjen dallerspindlar.
Artens utbredningsområde är Madagaskar. Inga underarter finns listade i Catalogue of Life.